# Leonhard Seiderer
Leonhard Seiderer (Norimberga, 1º novembre 1895 – 3 luglio 1940) è stato un allenatore di calcio e calciatore tedesco, di ruolo attaccante.

## Palmarès

### Giocatore

#### Competizioni nazionali
- Campionato tedesco: 1

Greuther Fürth: 1925-1926